# Кључић Брдо
Кључић Брдо је насељено место у саставу Града Велике Горице, у Туропољу, Хрватска.

## Становништво
| Националност       | 1991.      |
| Хрвати             | 170 (100%) |
| Срби               | 0          |
| Југословени        | 0          |
| остали и непознато | 0          |
| Укупно             | 170        |